# Hasičský a záchranný sbor Slovenské republiky

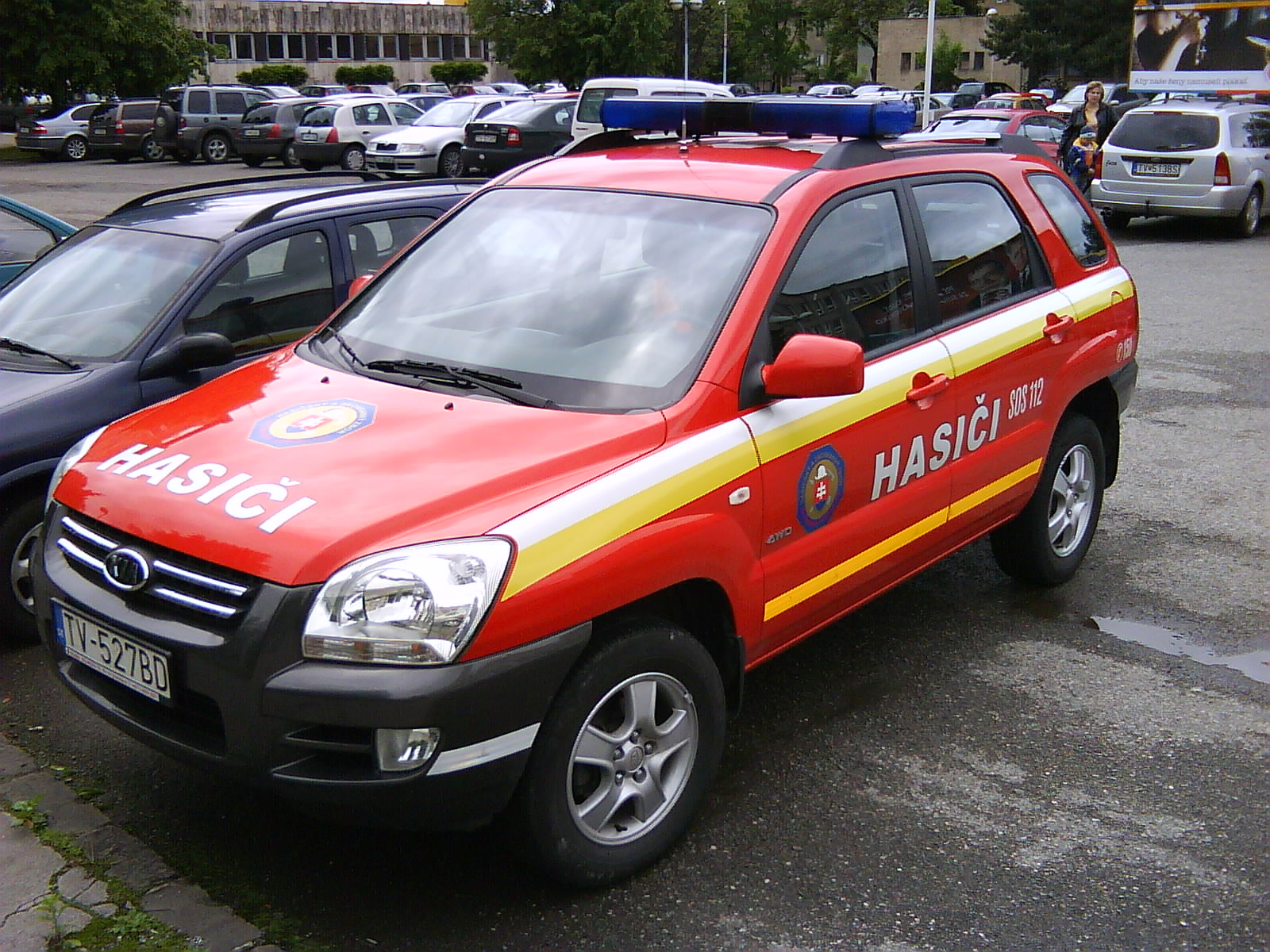
Automobil Kia Sportage Hasičského a záchranného sboru

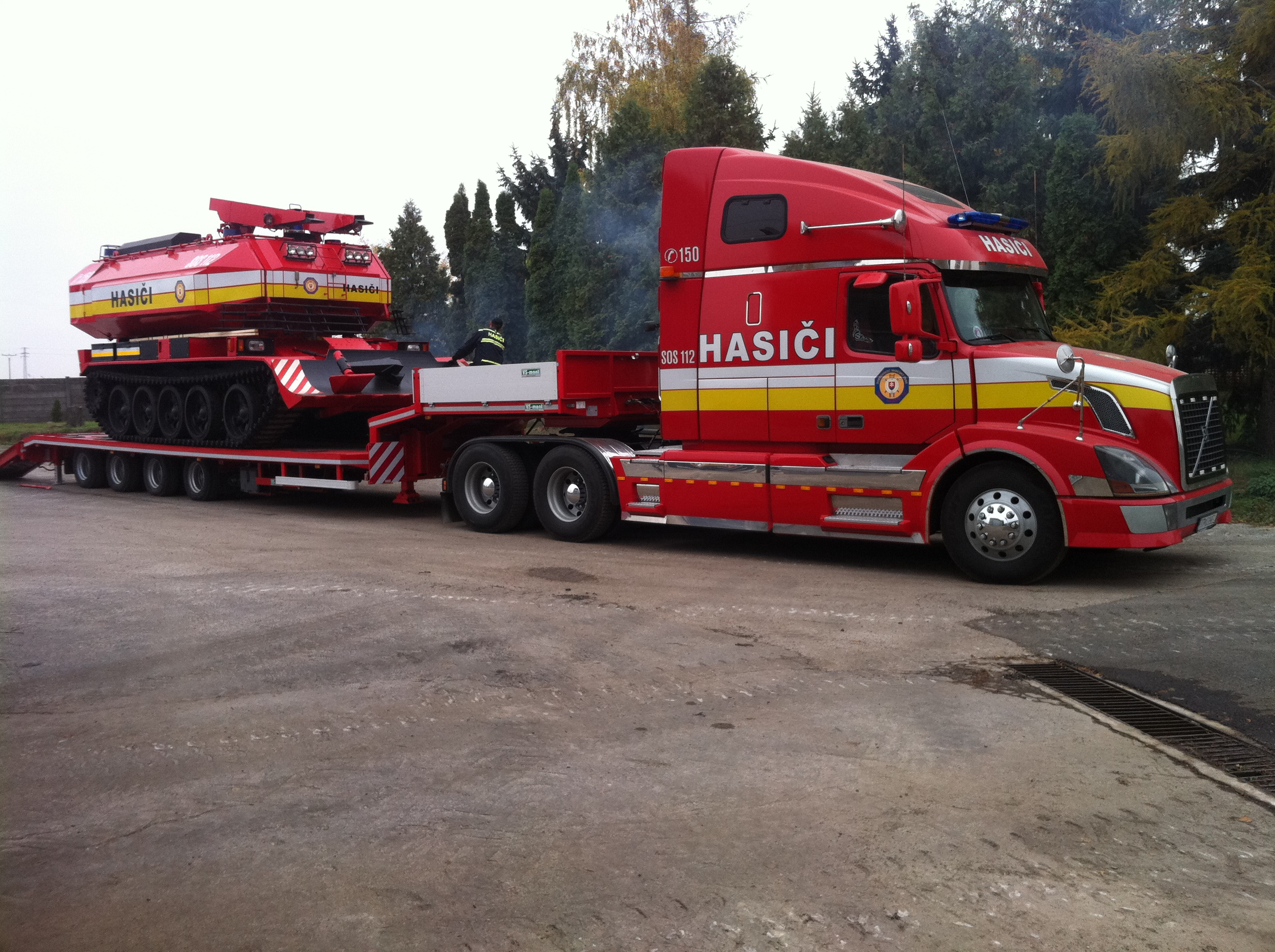
Tahač Volvo s pásovým transportérem Dobrovolného Hasičského Sboru

Hasičský a záchranný sbor Slovenské republiky (slovensky Hasičský a záchranný zbor, zkráceně HaZZ) je profesionální hasičský a záchranářský sbor patřící pod Ministerstvo vnitra Slovenské republiky. Prezidentem sboru je plk. Ing. Pavol Mikulášek. Ve funkci působil také v letech 2011 až 2012, mezitím byl ředitelem Hasičského a záchranného útvaru hlavního města Bratislavy.
Mezi hlavní povinnosti HaZZ patří ochrana před požáry, provádění státního požárního dozoru, provádí záchranné práce při haváriích, živelních pohromách a jiných událostech, ochranu zdraví, majetku a životního prostředí. Působí také v oblasti prevence, vzdělávání a doplňování technického zabezpečení. Podílí se také na integrovaném záchranném systému. V průměru na Slovensku každých 15 minut vznikne událost, která vyžaduje zásah profesionálních hasičů. Hasičský a záchranný sbor vznikl 1. dubna 2002. HaZZ má přibližně 4 400 hasičů, z toho 3 200 zasahujících.

## Činnost
V roce 2012 příslušníci HaZZ nejčastěji vyjížděli k událostem technického charakteru, odstraňovali následky dopravních nehod, poskytovaly výškovou pomoc nebo zajišťovali povodňové práce. V roce 2012 uskutečnili celkem 33 520 výjezdů, při nichž pomohli téměř 12 tisíci lidem.
V roce 2008 byla Ministerstvem vnitra navržena koncepce zvýšení počtu hasičských stanic tak, aby se do spolupráce mohly zapojovat i obecní hasičské sbory. Vláda Slovenska opatření vzala na vědomí v rámci Plošného rozmístění hasičských stanic HaZZ a hasičských zbrojnic obecních hasičských sborů na území Slovenska. Cílem bylo zvýšit pokrytí území Slovenska tak, aby byl zásah hasičů možný do 15 minut. Hasičský výjezd probíhá do minuty od ohlášení události. Navzdory tehdejšímu počtu stanic (113 na Slovensku) trval dojezd do odlehlejších částí více než 20 a někdy až 40 minut.